# Rakovnický potok
Rakovnický potok är ett vattendrag i Tjeckien. Det ligger i den centrala delen av landet, 40 km väster om huvudstaden Prag.